# Ceratopogon darvazi
Ceratopogon darvazi är en tvåvingeart som beskrevs av Remm 1974. Ceratopogon darvazi ingår i släktet Ceratopogon och familjen svidknott. Inga underarter finns listade i Catalogue of Life.